# Adonái
Adonái (en hebreo: אֲדֹנָי Aḏōnāy (escuchar)ⓘ, literalmente Mis Señores, plural de Adón) es uno de los nombres propios de Dios en el judaísmo. Aparece más de 400 veces en el Tanaj. Se trata de un plural mayestático que, para los judíos ortodoxos, es tan sagrado que no se puede pronunciar fuera de la oración, motivo por el que lo reemplazan por Hashem (El Nombre). También hay expertos que rechazan que sea un plural del término majestad.

## Uso
Ya que pronunciar Yavé se volvió tabú en el judaísmo, desde el Segundo Templo se sustituye por Adonai. Cuando se tradujo el Tanaj al griego en la Septuaginta, en los manuscritos más antiguos el Tetragrámaton se conservaba en ocasiones transliterado al griego, en caracteres hebreos cuadrados o paleohebreo dentro del texto griego. La práctica de reemplazarlo por κύριος (kýrios, cuya traducción es Señor) es característica de los manuscritos cristianos posteriores al siglo I. En el Nuevo Testamento, escrito originalmente en griego, el uso de κύριος tiene un significado dual, ya que puede referirse tanto a Dios como a Jesucristo, lo que ha generado debates sobre a quién se refiere en cada contexto.
Véase Yavé en el Nuevo Testamento. 
Con respecto a la Iglesia católica, en el prefecto de la Congregación para el Culto Divino y la Disciplina de los Sacramentos, el cardenal Francis Arinze envió una carta a las conferencias episcopales del mundo en la que solicitó no utilizar el término Yavé ni en la liturgia ni en las oraciones ni en los cantos y sustituirlo, en su lugar, por Señor (11 de septiembre de 2008).